# 토미에: 리-버스
토미에: 리-버스(富江 re-birth)는 이토 준지에 원작을 영화화한 공포 영화이다. 토미에: 리-버스는 4번째 시리즈이다.

## 출연

### 주연
- 사카이 미키
- 츠마부키 사토시

### 조연
- 엔도 쿠미코
- 키카와다 마사야
- 오시나리 슈고
- 하치스 유리
- 나카지마 유타카
- 스와 타로
- 후유 간코
- 오오츠카 요시에
- 이토우 마사코
- 히라이와 카미
- 히라이 켄지
- 무라노 미아
- Yoshie Ozuka

## 기타
- 원작자: 이토 준지
- Ass-PD: 아이하라 히데오